# Acclaim Entertainment
Acclaim Entertainment var ett amerikanskt tv-spelsföretag grundat 1987 som utvecklade spel till många konsolsystem, bland annat Dreamcast, Nintendo 64, Playstation 2, Super Nintendo, Xbox, Gamecube, Game Boy Advance samt Game Boy Color. Företaget har även gjort spel till Windows. Acclaim utgav även spel med företagen Flying Edge och LJN. Acclaim försattes i konkurs den 1 september 2004.

## Speltitlar
- Armorines: Project Swarm PS, N64, GBC
- Aggressive Inline PS2, Xbox, Gamecube
- Bart's Nightmare SNES, Genesis
- BMX XXX Xbox, Gamecube
- Burnout PS2, Xbox, Gamecube
- Constructor PC
- D PS, Saturn, 3D0, PC
- Dropzone Game Boy Color
- ECW Anarchy Rulz Dreamcast, PS
- ECW Hardcore Revolution Dreamcast, PS, N64, GBC
- Fantastic Four PS
- Juiced PS2, Xbox, Gamecube
- Jupiter Strike PS
- Legends of Wrestling PS2, Xbox, Gamecube
- Legends of Wrestling II PS2, Xbox, Gamecube
- Re-Volt Dreamcast, PS, N64, PC
- Shadowman Dreamcast, N64, PS, PC
- Shadowman: 2econd Coming PS2
- Showdown: Legends of Wrestling PS2, XBox
- South Park PS, N64, PC
- South Park Rally PS, N64, PC, Dreamcast
- South Park: Chef's Luv Shack PS, N64, PC, Dreamcast
- Summer Heat Beach Volleyball PS2
- The Simpsons: Bart & the Beanstalk GB
- The Simpsons: Bartman Meets Radioactive Man NES
- The Simpsons: Bart vs. the Space Mutants NES, Master System
- The Simpsons: Bart vs. the World NES
- The Simpsons: Bart vs. The Juggernauts GB
- Turok: Dinosaur Hunter N64, PC
- Turok: Battle of the Bionosaurs GBC
- Turok 2: Seeds of Evil N64, GBC
- Turok 3: Shadows of Oblivion N64
- Turok: Rage Wars N64, GBC
- Turok: Evolution PS2, Xbox, Gamecube
- Vexx PS2, Xbox, Gamecube
- Virtual Bart SNES, Genesis
- WWF In Your House PS
- WWF Wrestlemania: The Arcade Game SNES, Genesis, Saturn, PS
- WWF War Zone PS, N64
- WWF Attitude PS, N64
- X-Men: Children of the Atom PC, PS, Saturn